# 1134
1134 (MCXXXIV) var ett normalår som började en måndag i den julianska kalendern.

## Händelser

### Juni
- 4 juni – I slaget vid Foteviken i Skåne besegras den danske kungen Nils Svensson av sin brorson, tronpretendenten Erik Emune. Nils flyr efter slaget till Schleswig.
- 25 juni – Kung Nils blir dödad av Schleswigs borgare och därmed kan Erik Emune utropa sig till ny kung av Danmark.

## Födda
- Anastasius IV, född Corrado di Suburra, påve 1153–1154 (född omkring detta år).
- Basava, indisk filosof, poet och social reformator
- Inge Krokrygg, kung av Norge 1136–1161 (möjligen även född nästa år).

## Avlidna
- 10 februari – Robert II, hertig av Normandie.
- 4 juni – Magnus Nilsson, dansk prins, kung av Västergötland och svensk tronpretendent 1125–1130 (stupad i slaget vid Foteviken).
- 25 juni – Nils Svensson, kung av Danmark sedan 1104 (stupad).
- 13 augusti – Irene av Ungern, bysantinsk kejsarinna och helgon.
- 8 september – Alfonso I, kung över Navarra och Aragonien, kejsare över Spanien.